# 富光男
富 光男（とみ みつお、1959年5月10日 - ）は、日本の社会人野球選手、社会人野球指導者。

## 概要
兵庫県神戸市出身、滝川高等学校卒業、専修大学卒業。
大学では高校先輩でもある中尾孝義の後に捕手として定着し、同期・山沖之彦とのバッテリーで4年秋に東都大学野球リーグ優勝、明治神宮大会準優勝。4年春秋はベストナイン。その後は三菱重工業神戸造船所に就職し、三菱重工神戸硬式野球部で社会人野球選手として8年間活動した。社会人野球選手を引退後は社業に専念していたものの、2013年8月に当時のチームが都市対抗野球大会出場を逃したことから再建を託され監督に就任。2014年より6年連続で都市対抗野球大会出場に導く。
2018年の第89回都市対抗野球大会では、監督としてチームの歴代最高記録に並ぶ準優勝に導く。
2019年7月31日に三菱重工神戸造船所を定年退職するに伴い、野球部監督も勇退。ボーイズリーグ・神戸球友ボーイズの監督を務める。